# Раїна Рамдгані
Раїна Рамдгані (24 жовтня 1995) — індонезійська плавчиня. Учасниця Чемпіонату світу з водних видів спорту 2017, де в попередніх запливах на дистанції 800 метрів вільним стилем посіла 30-те місце і не потрапила до фіналу.